# Fantastica (Rocco Hunt e Boomdabash)
Fantastica è un singolo del rapper italiano Rocco Hunt e del gruppo musicale italiano Boomdabash, pubblicato il 24 settembre 2021 come quinto estratto dal quinto album in studio di Rocco Hunt Rivoluzione.

## Descrizione
Il brano rappresenta la terza collaborazione tra i due artisti dopo i brani Ti volevo dedicare e Gente del sud ed è stato scritto dallo stesso rapper in collaborazione con Federica Abbate. Come spiegato da Rocco Hunt, la creazione del brano asce dalla voglia «di unire l'energia e i colori del Sud in una canzone che trasmettesse positività e good vibes».

## Video musicale
Il video, diretto da Fabrizio Conte e girato nel Salento, è stato pubblicato il 6 ottobre 2021 attraverso il canale YouTube del rapper. Esso rappresenta la continuazione della storia raccontata in Ti volevo dedicare. La protagonista, interpretata dall'attrice Carola Santopaolo, dopo la serenata sotto le sue finestre ora si sposa.

## Tracce
Testi di Rocco Pagliarulo e Federica Abbate, musiche di Stefano Tognini.
1. Fantastica – 3:13

## Classifiche
| Classifica (2021) | Posizione massima |
| ----------------- | ----------------- |
| Italia            | 48                |